# 早熟虫实
早熟虫实（学名：Corispermum praecox）是苋科虫实属的植物，是中国的特有植物。分布在中国大陆的河南等地，常生于半固定沙丘，目前尚未由人工引种栽培。